# MF 67
MF 67 (полное оригинальное название Métro Fer appel d'offre 1967) — вагоны Парижского метрополитена со стальными колёсами, предназначенные для эксплуатации на линиях со стандартным верхним строением пути. Серия эксплуатируется с 1967 года. Это наиболее распространенный тип подвижного состава парижского метро, используемый сейчас на Линиях 3, 3bis, 10 и 12. Всего было построено 1482 вагона пяти выпусков, в первую очередь MF 67 стали работать на Линиях 7 и 12.
На Линиях 2, 5 и 9 были заменены вагонами типа MF 01, поскольку возраст составов достиг 50 лет. Составы проходили модернизацию с 1995 до 2007 года (последними были модернизированы составы на линии 3).

## История создания
В результате успешного переоборудования Линий 1 и 4 для использования подвижного состава с резиновыми шинами предполагалось, что RATP модернизирует таким образом все линии. Однако позже от этого плана пришлось отказаться из-за высоких затрат на модернизацию. Поэтому появилась необходимость в разработке нового типа подвижного состава со стальными колёсами для замены выработавших ресурс вагонов. Выпускавшиеся в 1967—1978 годах метропоезда MF 67 направлялись для замены устаревших вагонов типа Spargue-Thomson, а в 1990-х вытеснили с линии 10 поезда серии MA 51.

## Модификации
Модель MF 67 имела семь основных модификаций; две из них имели также опытные вагоны-прототипы.
- MF 67A: 40 пятивагонных составов, поставлялись на линии 3 и 9 в 1967—1969 годах, к концу 1990—началу 2000-х списаны.
  - Zébulon, состав-прототип для USFRT, использовался для обучения машинистов. В 2010 году состав пострадал в результате мощного акта вандализма, в результате чего к 2011 году были списаны почти все вагоны, кроме одного головного.
- MF 67B: 6 вагонов-прототипов выпущены в 1968 году, в пассажирской эксплуатации не были.
- MF 67C: 68 пятивагонных составов, поставлялись на линии 3 и 7 в 1972—1975 годах, в настоящее время списаны.
- MF 67CX: 16 вагонов-прототипов с изменённой ручкой открытия двери, сходной с применённой впоследствии на MF 77. Эксплуатировались на линии 9, в настоящее время списаны.
- MF 67D: Единственная оставшаяся в эксплуатации модификация MF 67. Работают 363 вагона, сцепление в трёх- и пятивагонные составы. С 1973 по 1975 годы поставлялись на линии 3, 5 и 9, в 1990-е, в резцльтате передач, распределены между линиями 3, 10 и 12 (5-вагонные поезда) и 3bis (3-вагонные поезда).
- MF 67E: 56 поездов были поставлены на линии 2, 7bis и 8 в 1974—1976 годах, большая часть из них в 2009—2011 годах заменена на MF 01, а поезда линии 7bis были заменены на MF 88, поэтому передавались на линию 10. Эксплуатация этой модификации на линии 10 постепенно завершилась в 2014—2016 годах, 5 поездов были переданы на полигон USFRT для замены состава Zebulon, где были списаны в 2017 году.
- MF 67F: 51 поезд изначально был поставлен на линии 7 и 13 в 1975—1978 годах, позднее оттуда был передан в ателье де Бобиньи (линия 5) В 2011—2013 годах поезда этой серии были заменены на более новые MF 01.